# شهرستان لاسن (کالیفرنیا)
شهرستان لاسن در بخش شمال‌شرقی ایالت کالیفرنیا در آمریکا واقع شده‌است. برابر با سرشماری سال ۲۰۰۰ جمعیت آن معادل ۳۳٬۸۲۸ نفر می‌باشد. بخشداری آنسوزان ویل می‌باشد.
شهرستان لاسن در سال ۱۸۶۴ از بخش‌هایی از شهرستان‌های پلوماس و شاستا تشکیل شده‌است.